# Valašská Polanka
Valašská Polanka é uma comuna checa localizada na região de Zlín, distrito de Vsetín.